# Acianthera granitica
Acianthera granitica é  uma espécie de orquídea (Orchidaceae) que existe na Venezuela, antigamente subordinada ao gênero Pleurothallis.

## Publicação e sinônimos
- Acianthera granitica (Luer & G.A.Romero) Luer, Monogr. Syst. Bot. Missouri Bot. Gard. 95: 253 (2004).

Sinônimos homotípicos:
- Pleurothallis granitica Luer & G.A.Romero in G.A.Romero & G.Carnevali, Orchids Venezuela, ed. 2: 1142 (2000).